# Zustimmungsfall
Der Zustimmungsfall (auch kleiner Spannungsfall) ist in der Bundesrepublik Deutschland die Vorstufe des Spannungsfalls. Beim Zustimmungsfall kann der Deutsche Bundestag der Anwendung einzelner für den Spannungs- und Verteidigungsfall vorgesehenen Rechtsvorschriften bereits vor deren Eintritt nach Art. 80a Absatz 1 Satz 1 2. Alternative Grundgesetz (GG) besonders zustimmen.

## Inhalt
Neben dem Zustimmungsfall normiert das Grundgesetz als Fälle des äußeren Notstands den Spannungsfall (Art. 80a Absatz 1 Satz 1 1. Alternative GG), den Verteidigungsfall (Art. 80a Absatz 1 Satz 1 2. Alternative Art. 115a bis 115l GG) und den Bündnisfall (Art. 80a Absatz 3 GG).
Im Zustimmungsfall entsperrt der Bundestag die die für den Spannungs- und Verteidigungsfall erlassenen Rechtsvorschriften, die grundsätzlich in den Sicherstellungsgesetzen und auf dereren Grundlage erlassenen Rechtsverordnungen geregelt sind.
Umstritten ist, ob der Bundestag beim Zustimmungsfall die Anwendung aller Rechtsvorschriften im Ganzen oder schrittweise zustimmen darf, was im Ergebnis der Feststellung des Spannungsfalles entspräche, der einer Zweidrittelmehrheit bedarf.
Der Zustimmungsfall ist eine Vorstufe der Spannungsfalls, der wiederum die direkte Vorstufe des Verteidigungsfalles ist. Er ist Ausdruck des Verhältnismäßigkeitsprinzips im Notstands- und Wehrverfassungsrecht. Somit hat der Bundestag die Möglichkeit, die anzuwendenden Rechtsvorschriften nach den Sicherstellungsgesetzen einer sich schrittweise aufbauenden Spannungslage entsprechend anzupassen. Somit können nach außen eskalierend wirkende oder nach innen verunsicherende Signalwirkungen vermindert werden. Der Zustimmungsfall wird anders als der Spannungsfall nicht ausdrücklich festgestellt. Er tritt ein, wenn der Bundestag der Anwendung einzelner Notstandsregelungen zustimmt.
Zwar lassen sich aus dem Wortlaut des Art. 80a Absatz 1 GG keine unmittelbaren materiellen Anforderungen an den Zustimmungsfall entnehmen. Nach herrschender Meinung bedarf es jedoch zumindest einer außenpolitischen Krisensituation, auch wenn eine geringere Intensität der Bedrohung und ein geringeres Konfliktpotential als beim Spannungsfall gefordert ist. Der Bundestag genießt aber im Rahmen seiner Prognoseentscheidung einem weiten Beurteilungsspielraum. Die Gefahr eines bewaffneten Angriffs bedarf nur einer geringen prognostischen Sicherheit.
Grundsätzlich reicht für den Zustimmungsfall die einfache Mehrheit der im Bundestag abgegebenen Stimmen. In den Fällen der Einschränkung von Grundrechten nach Art. 12a Absatz 5 Satz 1 und Absatz 6 Satz 2 GG ist eine Zweidrittelmehrheit der abgegebenen Stimmen erforderlich. Der Bundesrat hat keine Mitwirkungsbefugnisse.
In der Geschichte der Bundesrepublik Deutschland ist es bisher noch nicht zu einem Zustimmungsfall gekommen.